# Yema axilar

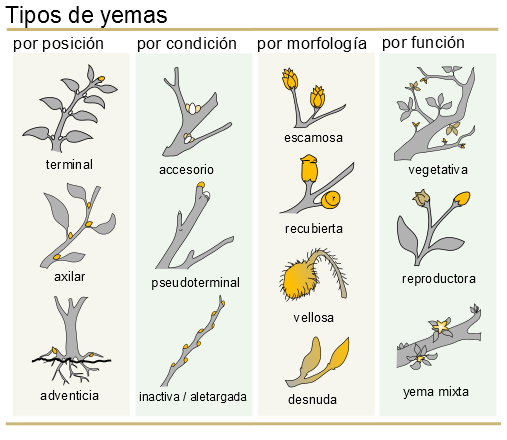
Clasificación de yemas.

La yema axilar (o yema lateral) es un brote embrionario localizado en la axila de una hoja. Cada yema tiene el potencial de formar brotes, y puede especializarse en la producción, ya sea brotes vegetativos (tallos y ramas) o brotes reproductivos (flores). Una vez formada, una yema puede permanecer latente durante algún tiempo, o puede brotar de inmediato.
Es un brote embrionario que permanece latente en el encuentro entre tallo y pecíolo. Surge exógeno de la capa exterior del córtex